# Saint-Quentin-le-Petit

Saint-Quentin-le-Petit este o comună în departamentul Ardennes din nordul Franței. În 1 ianuarie 2022 avea o populație de 124 de locuitori.